# Łukasz Piszczek
Łukasz Piotr Piszczek (Czechowice-Dziedzice, 3 de junho de 1985) é um futebolista e treinador polonês que atua como lateral direito. Atualmente, joga não-profissionalmente pelo KS Goczałkowice-Zdrój, da Polônia.

## Clubes

### Hertha Berlin
Em 2001, Piszczek se juntou com o Gwarek Zabrze que ganhou o Campeonato Polonês Juvenil em 2003. Em 2004 ele se tornou o artilheiro (junto com o turco Ali Öztürk) do Europeu Sub-19. No verão do mesmo ano foi contratado pelo Hertha Berlin e imediatamente emprestado ao Zagłębie Lubin, onde ficou por três temporadas.
Em 2007, Piszczek retornou ao Hertha. Ele marcou seu primeiro gol na Bundesliga, no dia 26 de abril de 2008 contra o Hannover 96. Ele perdeu a maior parte da primeira metade da temporada com uma lesão no quadril. No início da temporada 2008-09 teve uma lesão no joelho, ficando afastado até fevereiro de 2009.

### Borussia Dortmund
Em 19 de maio de 2010, se transferiu para o Borussia Dortmund em uma transferência livre, assinando um contrato de três anos.
Se adaptou ao Borussia rapidamente, se tornado peça importante no esquema da equipe, despertando o interesse de outras equipes, como o Fulham.
Em 16 de agosto de 2020, após quase 20 anos de carreira, Piszczek anunciou que deixaria os gramados após a temporada 2020/2021. O lateral afirmou que iria trabalhar como treinador da equipe juvenil do LKS Goczalkowice.

## Seleção nacional
Em 6 de junho de 2008, foi convocado para a Euro 2008, para substituir o lesionado Jakub Błaszczykowski. Ele fez uma aparição, contra a Alemanha, mas se lesionou e ficou fora do restante da competição.

## Vida pessoal
Seu pai, o treinador do clube de futebol local, decidiu trazê-lo para uma das sessões de treinamento com a idade de cerca de 7-8 anos. Seu irmão, Tomasz, também esteve envolvido no futebol. Ele é casado desde junho de 2009.

## Participação em manipulação de jogo
Em 27 de junho de 2011 foi condenado a um ano de prisão com sursis e uma multa de 100 mil złoty (cerca de 25 mil euros) por um tribunal polonês por ter participado num esquema de manipulação envolvendo o jogo do seu clube Zagłębie Lubin contra o KS Cracovia, último jogo da temporada 2005-06. Mesmo não constando no elenco deste jogo, não se opôs a compra do jogo por 100 mil złoty. Em consequência do ocorrido realizou em dezembro de 2009 uma autodenúncia ao promotor de justiça de Wrocław.

## Títulos
Zagłębie Lubin
- Campeonato Polonês: 2006–07

Borussia Dortmund
- Campeonato Alemão: 2010–11, 2011–12
- Copa da Alemanha: 2011–12, 2016–17, 2020–21
- Supercopa da Alemanha: 2013, 2014, 2019